# Amstel Gold Race 1995
La 30e édition de la course cycliste, l'Amstel Gold Race a eu lieu le 22 avril 1995 et a été remportée par le Suisse Mauro Gianetti.

## Classement final
| Pos. | Coureur            | Pays      | Équipe              | Temps           |
| ---- | ------------------ | --------- | ------------------- | --------------- |
| 1    | Mauro Gianetti     | Suisse    | Polti               | 6 h 38 min 52 s |
| 2    | Davide Cassani     | Italie    | MG Maglificio       | + 0 s           |
| 3    | Beat Zberg         | Suisse    | Carrera Jeans       | + 27 s          |
| 4    | Olaf Ludwig        | Allemagne | Deutsche Telekom    | + 27 s          |
| 5    | Jesper Skibby      | Danemark  | TVM                 | + 27 s          |
| 6    | Alberto Elli       | Italie    | MG Maglificio       | + 27 s          |
| 7    | Johan Museeuw      | Belgique  | Mapei               | + 27 s          |
| 8    | Steven Rooks       | Pays-Bas  | TVM                 | + 27 s          |
| 9    | Gianluca Bortolami | Italie    | Mapei               | + 27 s          |
| 10   | Michele Bartoli    | Italie    | Mercatone Uno-Saeco | + 27 s          |